# Кальниця (Сяноцький повіт)
Кальниця (пол. Kalnica) — давнє лемківське село в Польщі, у гміні Загір'я Сяноцького повіту Підкарпатського воєводства.
Населення — 116 осіб (2011).

## Назва
Називалось також Кальниця Ліська (або ж Кальниця Нижня) для відміни від села Кальниця Горішня (або ж Кальниця коло Тісни).

## Розташування
Знаходиться за 19 км на південь від Загір’я, 22 км на південь від Сяніка і за 77 км на південь від Ряшева.
Лежить над річкою Кальничка (права притока річки Ослава) при третьорядній дорозі з Загір’я через Тарнаву – Лукове – Середнє Велике – Кельчаву – Мхаву до Балигорода.

## Історія
Точна дата заснування невідома. З 1772 р. до 1918 року в складі Австро-Угорщини.
У 1881 році в селі було 480 греко-католиків і 5 римо-католиків, більшістю земель володів граф Едмунд Красіцький, відомий активною підтримкою римокатоликів.
У 1939 році в селі проживало 650 мешканців, з них 620 українців-грекокатоликів, 5 українців-римокатоликів, 5 поляків і 20 євреїв. Село входило до ґміни Лукове Ліського повіту Львівського воєводства.
Після Другої світової війни українське населення було піддане етноциду. 22 вересня 1945 р. самооборонний кущовий відділ села Середнє Велике під командою Дороша напав на польську міліцію, яка грабувала Кальницю, при цьому відбито награбоване майно і худобу та вбито одного й поранено другого міліціонера, решта втекла. 26 вересня 1945 р. прислана з Балигороду частина Війська польського з двома танкетками спалила село, 41 особа згоріла в хатах, 8 осіб застрелено під хатами, жителі під конвоєм гнані в Лісько, звідки вивезені на територію СРСР. 50 осіб, яким вдалось уникнути виселення, в 1947 році під час Операції Вісла були депортовані на понімецьку територію північної Польщі.
Пізніше на знелюднілій території був влаштований барачний табір для ув’язнених, які будували будівлі радгоспу і помешкання для прибулих працівників.
У 1975-1998 роках село належало до Кросненського воєводства.

## Церква Преп. Мучениці Параскеви
В 1871  р. була збудована дерев’яна греко-католицька (українська) парафіяльна церква. Зараз не існує. Парафія належала до Балигородського деканату Перемиської єпархії. До парафії належали також с. Кам’янки і с. Суковате.

## Демографія
Демографічна структура станом на 31 березня 2011 року:
|          | Загалом | Допрацездатний вік | Працездатний вік | Постпрацездатний вік |
| -------- | ------- | ------------------ | ---------------- | -------------------- |
| Чоловіки | 54      | 13                 | 39               | 2                    |
| Жінки    | 62      | 14                 | 42               | 6                    |
| Разом    | 116     | 27                 | 81               | 8                    |